# Armforlænger
Armforlænger er en ramme der har stor lighed med en glasreol, og som en glarmester bruger til at transportere så store glastavler at de ikke kan have dem under én arm, og derfor er nødt til at forlænge den. Rammen er forneden forsynet med et vandret bræt hvorpå tavlen hviler, og et stykke oppe en liste (evt. to) som hånden griber om.
Sammenlign glasløfter og rudeløfter. Kan findes hos tømrere og snedkere, især på landet.
| Erhverv og erhvervsliv | Spire Denne artikel om erhverv, erhvervsliv og arbejdsmarked er en spire som bør udbygges. Du er velkommen til at hjælpe Wikipedia ved at udvide den. |